# Erleichterte Diffusion

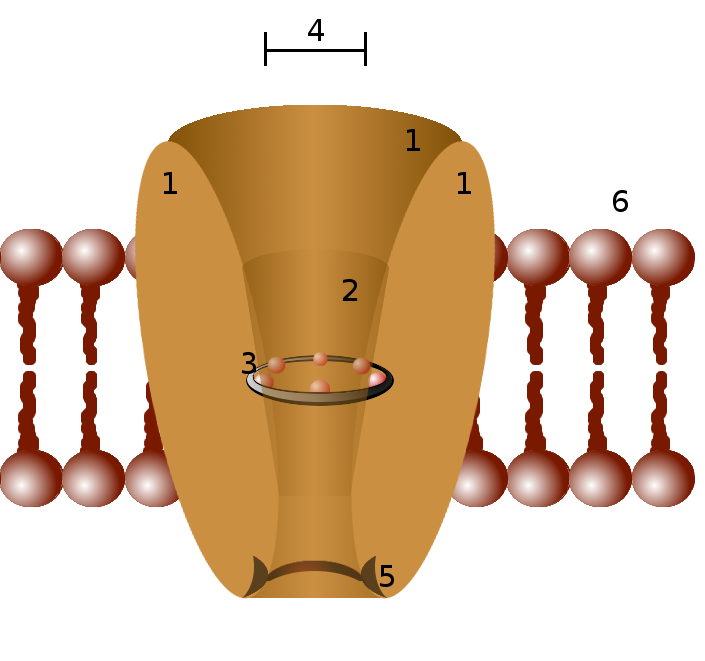
Schematischer Aufbau eines Ionenkanals mit 1 als Proteinuntereinheit (meistens 4), 2 als Außenbereich, 3 als Selektor, 4 als Durchmesser des Kanals, 5 als Phosphorylierungsstelle und 6 als Zellmembran

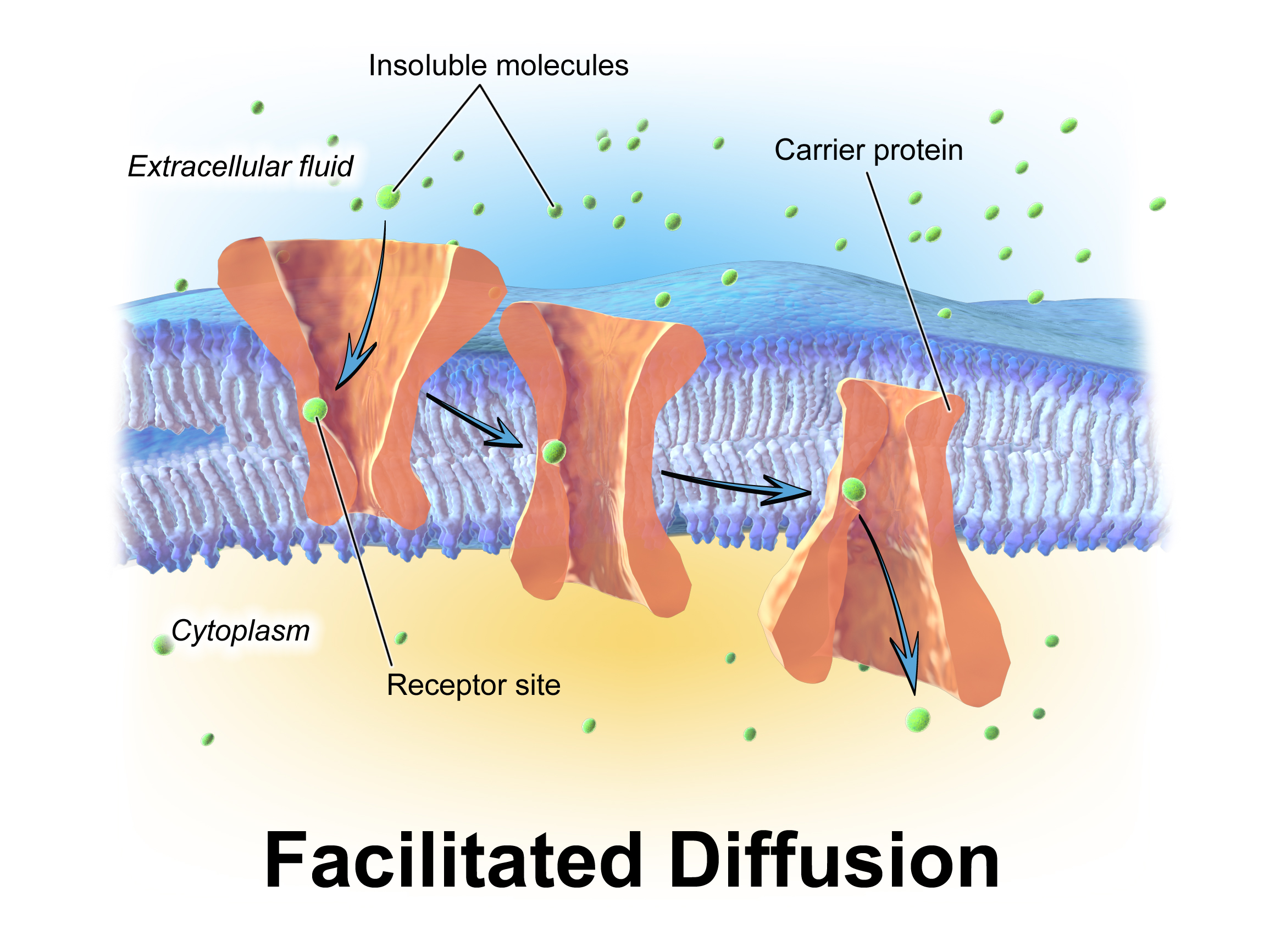
Erleichterte Diffusion über ein Transportprotein

Erleichterte Diffusion bezeichnet den Transport von Molekülen durch eine Biomembran über Kanalproteine oder Transportproteine.

## Eigenschaften
Die Diffusion von polaren oder ionischen Molekülen durch die Doppellipidschicht einer Biomembran ist ohne Kanalproteine oder Transportproteine vergleichsweise gering. Im Gegensatz zur Diffusion setzt bei der erleichterten Diffusion aufgrund der begrenzten Anzahl an diesen Proteinen pro Biomembran mit der Erhöhung der Konzentration des Moleküls ein Sättigungseffekt der Diffusionsrate ein. Bei der Diffusion steigt dagegen die Diffusionsrate proportional zum Konzentrationsunterschied zwischen beiden Seiten der Biomembran an, wenn auch in geringerem Umfang. Weiterhin ist die erleichterte Diffusion aufgrund der Proteinfaltung der beteiligten Proteine temperaturabhängig, denn bei einer niedrigen Temperatur nimmt die Rate stark ab.